# قائمة جامعات ليبيا
قائمة الجامعات الحكومية الليبية.
|    | الاسم                      | التأسيس | نوع الجامعة/التعليم | الموقع الإلكتروني | ملاحظات |
| -- | -------------------------- | ------- | ------------------- | ----------------- | --- |
| 1  | جامعة طرابلس               | 1955    | حكومية -عام         | uot.edu.ly        | - جامعة طرابلس هي أكبر جامعة في ليبيا - تقع في العاصمة الليبية طرابلس |
| 2  | جامعة بنغازي               | 1955    | حكومية -عام         | uob.edu.ly/ar     | - جامعة بنغازي هي أول جامعة ليبية يتم تأسيسها بعد استقلال ليبيا |
| 3  | جامعة الزاوية              | 1988    | حكومية -عام         | zu.edu.ly         | - جامعة الزاوية هي جامعة حكومية ليبية تقع في مدينة الزاوية. - تضم الجامعة 32 كلية |
| 4  | جامعة سبها                 | 1983    | حكومية -عام         | sebhau.edu.ly     | - تأسست في العام 1976 وأنشئت كجامعة مستقلة في 1983. |
| 5  | جامعة المرقب               | 1991    | حكومية -عام         | elmergib.edu.ly   | - تقع في المنطقة الممتدة على الشريط الساحلي للبحر الأبيض المتوسط |
| 6  | جامعة عمر المختار          | 1975    | حكومية -عام         | omu.edu.ly        | - وأول جامعة إسلامية في ليبيا ويرجع تأسيسها عام 1961م. - تسمي بجامعة عمر المختار أو الجامعة البيضاء |
| 7  | الجامعة الأسمرية الإسلامية | 1995    | حكومية -عام         | asmarya.edu.ly    | - الجامعة الأسمرية الإسلامية هي الجامعة الوحيدة في ليبيا المتخصصة في التعليم الديني بعد أن أغلقت جامعة محمد بن علي السنوسي |
| 8  | جامعة ليبيا المفتوحة       | 1987    | حكومية -عام         | ou.edu.ly         | |
| 9  | جامعة غريان                |         |                     |                   | |
| 10 | جامعة مصراتة               | 1984    | حكومية -عام         | misuratau.edu.ly  | - تأسست جامعة مصراتة بعد دمج جامعة السابع من أكتوبر مع جامعة المرقب ذلك بناءً على قرار اللجنة الشعبية العامة رقم (149). |
| 11 | جامعة سرت                  | 1989    | حكومية -عام         | su.edu.ly         | - تأسست الجامعة العام 1989 كفرع من جامعة قاريونس في بنغازي، وظلت كذلك حتى انفصلت عنها بصدور قرار اللجنة الشعبية العامة سابقاً رقم (745). |
| 12 | جامعة طبرق                 | 1991    | حكومية -عام         | tu.edu.ly         | - بدأت الجامعة كفرع من جامعة عمر المختار سنة 1991 حتي انفصلت عنها وأصبحت جامعة مستقلة إداريا وماليا. |
| 13 | جامعة صبراتة               |         |                     |                   | |
| 14 | جامعة الجفرة               |         |                     |                   | |
| 15 | جامعة درنة                 | 1994    | حكومية -عام         | uod.edu.ly        | |
| 16 | جامعة إجدابيا              | 2000    | حكومية -عام         | uoa.edu.ly/ar     | - تأسست في مدينة إجدابيا تحت أسم جامعة أقسام الواحات في سنة 2000، ثم تم ضمها إلى جامعة بنغازي في سنة 2005 وفي سنة 2014 صدر قرار مجلس الوزراء رقم(113) بشأن اعتماد وإنشاء جامعة تحت أسم جامعة إجدابيا. وبذلك تم فصلها عن جامعة بنغازي وأصبحت جامعة مستقلة. |
| 17 | جامعة الزيتونة             | 1986    | حكومية -عام         | azu.edu.ly        | - جامعة الزيتونة هي إحدى الجامعات الحكومية في ليبيا كانت تعرف سابقا باسم جامعة ناصر الأممية والتي تغير اسمها إلى جامعة الزيتونة بعد ثورة فبراير 2011 |